# Hikaru Utada
Hikaru Utada (宇多田 ヒカル Utada Hikaru?,  Nueva York, 19 de enero de 1983) es una cantante y productora nipo-estadounidense, considerada una de los músicos de pop más importantes de los últimos tiempos y con ventas acumuladas de más de 50 millones de discos.
Actualmente se ha hecho conocida en Occidente por su incursión en el mercado estadounidense y británico (alcanzando el número uno en las listas de baile más prestigiosas de sendos países) y además por haber cantado los temas principales de los videojuegos Kingdom Hearts, Kingdom Hearts II y Kingdom Hearts III de Square-Enix y Squaresoft, tanto en inglés como en japonés.
En el 2010, Utada anunció un receso que solo sería interrumpido brevemente por el lanzamiento de «桜流し» (Sakura Nagashi), tema de cierre de Evangelion: 3.0 You Can (Not) Redo, la tercera de la tetralogía cinematográfica Rebuild of Evangelion (por la cual Utada se ha convertido en símbolo al colaborar en cada entrega con "Beautiful World", Fly Me To The Moon y "Beautiful World -PLANiTb Acoustica Mix-"). Desde 2016, le cantante regresó con su sexto álbum en japonés, Fantôme. En 2017, Utada cambió de discográfica, ahora la cantante integra Sony Music.

## Los nombres de Utada

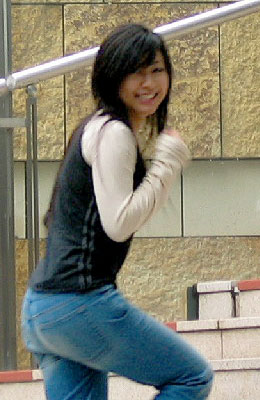
Hikaru Utada en 2004

La cantante nació con el nombre Hikaru Utada (宇多田 光 Utada Hikaru?) (según el sistema japonés por el cual el apellido antecede al nombre), y más tarde al comenzar su carrera cambió su nombre 光 a katakana, ヒカル, pero ambos se leen por Hikaru al tratarse de nombres (comúnmente el kanji 光 se conoce por Hikari, que significa luz).
Al casarse con Kazuhiro Iwashita (nombre artístico Kazuaki Kiriya) su nombre automáticamente cambió a Hikaru Iwashita (岩下 光 Iwashita Hikaru?). Pero tras su divorcio el 3 de marzo de 2007, su nombre volvió a ser Hikaru Utada. Sus nombres artísticos han variado con los años, al principio de su carrera formaba parte del grupo Cubic U con sus padres, aunque fue muy poco conocida en esa etapa. Se hizo famosa siendo Hikaru Utada, con su nombre en orden japonés, y pocas veces se le ha visto firmar como Hikaru Utada, excepto algunas ocasiones muy raras en los libretos de sus discos, en donde a veces dice "(canción) escrita por Hikaru Utada". Sus fans estadounidenses le pusieron como seudónimo cariñoso Hikki, este también fue adoptado por los fanes japoneses. Cuando inició su carrera cantando en inglés acortó su nombre a simplemente Utada, ya que consideró que su nombre Hikaru sería más difícil de llamar la atención entre el público, y también más difícil de reconocer, escribir, etc. En Japón continuó siendo 宇多田 ヒカル (Utada Hikaru), como se le conoce normalmente.

## Biografía
Nació en Manhattan, el 19 de enero de 1983, es hija de Utada Junko, una conocida cantante de música tradicional japonesa, más conocida por su nombre artístico de Keiko Fuji. Su padre es el productor de música Utada Teruzane (Teruzane Sking). Vivió su infancia entre Nueva York y Tokio, siempre influenciada por el mundo de la música gracias a su padre y a su madre. Durante su infancia, grupos como The Beatles, Led Zeppelin, Metallica, The Police y Dr. Dre fueron los que dejarían una huella en ella y marcarían el estilo musical de Utada. A los 13 años, Toshiba-EMI contactó con ella para que escribiera canciones de pop en japonés, que después lanzaría en su primer y más exitoso disco, First Love, a la edad de 16 años en 1999. Este disco, First Love, fue unos de los discos que más ventas ha recaudado en la historia de la música japonesa, con más de 10 millones de copias (más de 7 millones en Japón). A este disco le sucedieron Distance y Deep River, y entre ellos muchos singles, todos en japonés. En 2003 estuvo un tiempo de baja por razones médicas (un tumor ovárico no maligno). Después de sacar su último sencillo en japonés (Dareka no negai kanau koro, traducido, "Cuando tus deseos se hacen realidad"), Utada necesitaba un cambio drástico en su carrera. Dejó atrás las canciones en japonés para embarcarse en el proyecto de Exodus, un disco totalmente en inglés que más tarde sacaría en los EE. UU. Entre tanto, Utada participó en la campaña de promoción de Nintendo DS con la canción Easy Breezy bajo el eslogan de Touch! de la consola. Luego, en su regreso a Japón, Utada sacó varios singles y otros álbumes (Ultra Blue y Heart Station).
- Elemento de lista de viñetas

### Vida personal
Hikaru Utada estuvo cuatro años casada con el director de cine y videoclips Kazuaki Kiriya, 14 años mayor que ella, de quien se divorció en marzo de 2007.
En mayo de 2014 contrajo matrimonio de nuevo, esta vez con un camarero italiano llamado Francesco Calliano al que conoció en Londres. En julio de 2015 Utada dio un comunicado en donde dio a conocer que nació su primer hijo, sin embargo, no dio a conocer su nombre o registro alguno de su hijo.
En abril de 2018, después de casi cuatro años de matrimonio, Utada y Francesco anunciaron su divorcio.

## Voz y estilo
Su estilo ha variado con el paso del tiempo, supuestamente debido a que empezó su carrera en su adolescencia. A partir de la etapa de Exodus introdujo el rock en sus canciones, y le dio ligeros tintes de R&B. Tras ese disco, depuró estos ritmos y sonidos con sus anteriores referencias, dando paso a una etapa más positiva y mucho más madura de su carrera, cuyo primer exponente fue "Be My Last".
Aun así, el estilo de Utada se puede considerar como Pop/Rock/R&B.
Desde Ultra Blue; el estilo musical de la cantante se ha vuelto un poco más tecno.
Suele decirse que mantiene una rivalidad directa con Ayumi Hamasaki aunque ambos han desmentido esto en múltiples ocasiones.

## Precious
Hikaru Utada lanzó su sencillo de debut como 'Cubic U' llamado “Close to You”, un cover de la famosa canción de The Carpenters. Después de esto, preparó el álbum "Precious", pero no pudo ser lanzado al mercado por las medidas estrictas de su entonces compañía EMI US.[cita requerida]
Precious salió en Japón el 28 de enero de 1998 y otra vez el 31 de marzo de 1999, vendiendo 702,060 copias de este álbum, lo que se considera bastante para el mercado japonés de un álbum completamente en inglés. [cita requerida]
En una entrevista en para el programa de la MTV '"You Hear It First"' en octubre de 2004, Utada explicó que alguien de la discográfica japonesa Toshiba Emi le había oído cantar y le propuso cantar y escribir en japonés, a lo que no se pudo negar.

## First Love
Utada se mudó a Tokio a finales de 1998, estudiando en la Seisen International School, y después en la Escuela americana de Japón, y al mismo tiempo grababa para la compañía Toshiba Emi.
Después, se lanzó al mercado el exitoso sencillo en Japonés “Automatic / Time Will Tell.” vendiendo más de 2.063.000 copias, siendo el segundo sencillo más exitoso de la historia de Japón, detrás del sencillo de Namie Amuro : "Can You Celebrate?"
Dos meses después lanzó “Movin’ On Without You” en dos versiones: 8 cm y 12 cm, y se anunciaba en los anuncios de coches de la marca japonesa Nissan, vendiendo más de un millón de copias.
En marzo de 1999, lanzó su álbum de debut en la música japonesa llamado First Love, el cual vendió más de diez millones de copias, convirtiendo este álbum en el más vendido de la historia de Japón, y todavía mantiene este récord.
Fue multiplatino en su primera semana de lanzamiento.
Utada entró en el libro de los récords Guinness en el año 2000 por ser la cantante más popular de Asia.
Un mes después del lanzamiento de su primer álbum en Japonés, el sencillo "First Love" salió al mercado debido a la demanda popular, y vendió 804.000 unidades.

## 2000-2001
Ocho meses después del lanzamiento de "First Love", Utada lanzó al mercado su cuarto sencillo en Japonés, "Addicted to you", el cual vendió más de un millón de copias en su primera semana.
El 19 de abril de 2000, Utada lanzó al mercado "Wait & See ~Risk~", el cual vendió 1 662 000 copias, convirtiéndose en uno de los cinco singles más exitosos de ese año.
Un mes después lanzó el sencillo "Remix: Fly Me to the Moon" en inglés, y Toshiba-EMI lanzó un video animado para el sencillo.
Este sencillo fue una edición limitada de 20,000 unidades, pero se vendió rápidamente ocupando el puesto 16 en el Oricon.
Seguido de esto lanzó "For You / Time Limit" a finales de junio, cosechando mucho más éxito convirtiéndose en su cuarto sencillo número 1 en Japón
En julio y agosto de 2000, Utada realizó su primer tour por Japón llamado "Bohemian Summer".
Después, Utada volvió a Nueva York para seguir estudiando en la universidad de Columbia, pero la dejó un año después por su carrera.
A principios de 2001 Hikaru lanzó los sencillos "Distance" y "Can you Keep A Secret?" el 16 de febrero.
Un mes después, el 28 de marzo lanzó su segundo álbum en japonés, "Distance", después de un parón de casi dos años.
Se convirtió en el álbum más vendido de ese año en el mundo`[cita requerida], siendo el cuarto álbum más vendido de la Historia de Japón.
El video de la canción "Can You Keep a Secret?" consiguió la atención de parte de la semana internacional del canal americano MTV2. Esa fue la primera vez que se pudo ver un video de Utada en los Estados Unidos.
En 2001, Utada grabó la canción "Blow My Whistle" Junto a Foxy Brown para la banda sonora de la película americana Rush Hour 2.

## 2002
Después de "Distance", en 2002 Utada saco al mercado los sencillos "Final Distance", "Traveling", "Hikari",y "Sakura Drops / Letters", sacando después su álbum "Deep River".
Todos estos singles obtuvieron el número 1 en el oricon, vendiendo conjuntamente 2.8 millones de unidades a finales de 2002
El álbum Deep River se convirtió y sigue siendo el octavo disco más vendido en la historia de Japón.
En mayo de 2002, enfermó antes de lanzar Deep River. Se le diagnosticó un tumor benigno en los ovarios, siendo después operada.
Durante este tiempo, tuvo que suspender durante un tiempo sus apariciones en TV y otras actividades promocionales.

## Matrimonio
El 7 de septiembre de 2002, Utada se casó con el director y fotógrafo Kazuaki Kiriya, el cual era 14 años mayor que ella. Kiriya dirigió varios de sus videos musicales, Incluyendo "Final Distance", "traveling", "Hikari", "Sakura Drops", "Deep River", "Dareka no Negai ga Kanau Koro", "Be My Last", "Passion", y "Keep Tryin'". También, "Dareka no Negai ga Kanau Koro" es el tema musical de la película debut de Kazuaki Kiriya : "Casshern".
Utada y Kazuaki se divorciaron en marzo de 2007, después de cuatro años y medio de matrimonio.

## 2003-2004
En 2003 Utada tuvo bastante actividad, debido a su matrimonio y a sus promociones, firmando un contrato con la discográfica Island Records, para lanzar su segundo álbum completamente en inglés.
Después lanzó "COLORS", su único sencillo del años 2003, el 29 de enero, permaneciendo 45 semanas en las listas de ventas de Oricon.
Después de esto, lanzó al mercado su recopilación: "UH Single Colection Vol.1" el 31 de marzo de 2004, debido a la alta demanda por parte de los medios, discográfica y fanes. Se convirtió en el álbum más vendido del 2004 en Japón.
Un mes después, el 21 de abril, lanzó su único sencillo en 2004: "Dareka no Negai ga Kanau Koro" traducido como "Cuando los sueños de alguien se hacen realidad", una balada que se convirtió en número 1 dos semanas consecutivas, vendiendo 365 000 unidades a final de año. También es el tema principal de la película del que fue su marido.
Tanto "Colors" como "Dareka no Negai ga Kanau Koro" se incluyeron en su cuarto álbum en Japonés llamado "Ultra Blue".
En 2004, Utada celebró su segundo concierto en Japón, titulado "Hikaru no 5 - Utada in Budokan". A diferencia de los demás conciertos que ha hecho, éste no fue un tour, solamente se hizo varias actuaciones en el estadio Budokan.

## 2004-2005
El dos de octubre de 2004 Utada lanzó su segundo álbum en inglés (el primer oficial): "Exodus", bajo el sobrenombre "Utada". Timbaland produjo y ayudó a Utada a componer varias canciones para este álbum. que sin embargo no tuvo el éxito que se esperaba en el mercado americano, achacándose a la falta de promoción del mismo [cita requerida]
En Japón fue lanzado un mes antes que en Estados Unidos, el 9 de septiembre.
"Exodus" se convirtió en el cuarto álbum consecutivo en debutar en el número 1 a su primera semana de lanzamiento, con más de 500 000 copias y estuvo veinte semanas en la lista Oricon.
Este álbum vendió bastante menos que sus anteriores álbumes como Hikaru Utada, posiblemente debido a que este disco (como ella misma afirmó) fue un experimento, probando en estilos como dance y Hip Hop. [cita requerida] Ninguno de los sencillos de este álbum llegó en las listas de singles más vendidos. Sin embargo, en todo el mundo vendió más de 1 000 000 de copias. [cita requerida]
"Easy Breezy" se lanzó como primer sencillo a finales de agosto de 2004, ocupando el puesto 9 en el Billboard Hot Dance/Club Airplay chart, seguido un mes y dos semanas después por el sencillo "Devil Inside", que se convirtió en su sencillo más vendido en Estados Unidos, ocupando la primera posición de los Billboard Hot Dance/Club Airplay charts .
Su tercer sencillo "Exodus '04" fue lanzado a finales de junio de 2005, y ocupó el puesto 24 de las listas.
Y su cuarto y último sencillo estadounidense de su disco Exodus : "You Make Me Want to Be a Man" fue lanzado en octubre de 2005.
El álbum "Exodus" y el sencillo "You Make Me Want To Be A Man" fueron lanzados en el Reino Unido (UK) con portada y libreto de letras diferentes a las versiones japonesa y estadounidense.
Con esta promoción, MTV lanzó unos videos animados de 30 segundos llamados "Fluximations".

## 2005-2006
Un año después del lanzamiento y escasa promoción de Exodus, Utada volvió al mercado musical japonés con el lanzamiento de un nuevo sencillo en japonés llamado "Be My Last", que fue el tema de la película Haru no Yuki 春の雪 ("nieve de primavera"). Con este tema Utada hizo una actuación que fue retrasmitida por internet a finales de 2005.
Este sencillo no cumplió las expectativas, aunque consiguió la primera posición en la lista Oricon y se convirtió en la segunda canción más descargada vía PC en 2006.
A mediados de diciembre, Utada lanza al mercado otro sencillo: "Passion", más conocido por ser el tema principal del videojuego "Kingdom Hearts II".
Para la versión en inglés de Kingdom hearts II Utada compuso : "Sanctuary".
Aunque tienen la misma música de fondo, sus letras, sus coros y sus letras al revés son notablemente diferentes.
Después de su espectacular regreso en 2005, Utada lanzó al mercado su sencillo "Keep Tryin'" el 22 de febrero de 2006, y fue la canción promocional de LISMO de febrero a abril de 2006.
En este sencillo también se incluye el tema "Wings".
Después de esto, Utada lanzó "This is love" el 7 de mayo de 2006 como sencillo promocional de su álbum "Ultra Blue", lanzado el 14 de junio de 2006.
A diferencia de sus anteriores álbumes japoneses, Ultra blue no tiene tema acorde con el título del álbum, pero lo más parecido al título del álbum es la balada "Blue".
El tour Utada United 2006 por Japón comenzó el 30 de junio de 2006 y terminó el 12 de septiembre después de su actuación en Yoyogi.
Aunque era un tour por Japón, Hikaru cantó temas de su disco en inglés Exodus, esta fue la primera vez en la que Utada canta en directo canciones suyas en inglés.
A pesar de que su gripe no le dejó lucirse en algunas canciones, el concierto fue un éxito y también el más emocionante para algunos fanes.
Las entradas comenzaron a venderse el 28 de mayo de 2006, vendiéndose en menos de dos horas.
El 20 de septiembre, Exodus fue reeditado y relanzado en Japón junto con "Utada Hikaru Single Collection" Volume 4 el mismo mes, con los videos musicales de los sencillos de Ultra Blue y un making Off de cada uno, y la actuación en internet de "Be My Last", "Passion" y un cover del éxito de Green Day "Boulevard Of Broken Dreams" que realizó a finales de 2005.
El 22 de noviembre de 2006, Utada lanza un sencillo anticipado: "Boku wa kuma" (Soy un oso).
Este sencillo es uno de sus singles menos vendidos, ocupando el cuarto puesto en su primera semana.
El título "Boku wa kuma" se corresponde a su oso "Kuma-Chan", renombrado por Hikaru como "Kuma-Chang", "Boku wa kuma" es la canción que se usó usada en el programa infantil japonés Minna no uta, desde noviembre de 2006 finales de enero de 2007.
El libreto de este sencillo se compone de dibujos de "Kuma-chang" dibujados por la artista.

## 2007 - 2008
A principios de 2007, la web oficial de Utada anunciaba su 18º sencillo en japonés: "The Flavor Of Life", lanzado el 28 de febrero de 2007, que sirvió de canción principal en la segunda temporada de la serie de televisión japonesa "Hana yori dango".
El sencillo incluye cuatro versiones de la canción : balada, pop, karaoke, y remix. Con este sencillo, consiguió un récord mundial, al ser la canción más vendida digitalmente de la historia, alcanzando casi los 7 millones. [cita requerida]
El 21 de marzo de 2007, Utada anunciaba que estaba trabajando en un nuevo sencillo, que se reveló con el nombre de "Kiss and cry" por la web oficial de la artista.
Esta canción estuvo en el anuncio de: "Freedom Cup Noodles", al igual que en anterior ocasión "This is Love"
El 4 de junio de 2007, Utada anunció que "Kiss & Cry" se lanzaría al mercado como una de las A-side de un sencillo que sería de doble A-side, y que su lanzamiento seria el 29 de agosto.
La segunda canción que componía el sencillo resultó ser "Beautiful world", canción que es el tema principal de una nueva película del anime Evangelion.
Otra de las canciones en este sencillo, es su B-side "Fly Me To The Moon (In Other Words) -2007 Mix-", canción original del sencillo "Wait & See ~Risk~", pero esta versión esta remasterizada con una nueva música de fondo.
El 13 de julio de 2007, Utada lanza una preview de "Beautiful World" junto con la portada del sencillo, lanzándose la versión para la radio el 23 de julio.
El 25 de septiembre de 2007, Utada afirmó en su blog que estaba hablando con ejecutivos y productores para trabajar en su segundo álbum en inglés, en Nueva York. También, en su blog comentó recientemente que no solo estaba trabajando en un álbum en inglés, sino que simultáneamente estaba preparando otro en japonés (llamado Heart Station).
El 21 de noviembre de 2007, Utada colaboró junto a Ne-Yo en la canción "Do you" (de su último álbum: "Because of You"), según dicen algunos, para un mayor reconocimiento de Ne-Yo en Japón.
El 20 de febrero, Utada lanzó su vigésimo sencillo: Heart Station/ Stay Gold. Este sencillo, como muchos, trae una versión karaoke de cada una de sus canciones.
La canción de Stay Gold se utilizó para publicitar la marca de cosméticos ASIENCE. En cambio, HEART STATION será la canción que aparecerá en la publicidad de Recochoku, un servicio para descargarse canciones a través del móvil, siendo la propia Utada la que tiene el récord de mayor número de descargas de una misma canción en un año con "Flavor Of Life".
Heart Station fue un "tie-in" para Japan's Record Company Direct. Misteriosamente, aún no se sabe, pero alguien pirateó el sencillo HEART STATION antes de la fecha marcada para ser promocionada en la radio, causando cierto enfado entre los fanes de la cantante. Este suceso afectó a las ventas del sencillo el 20 de febrero. Al final, vendió más de 70 000 copias y quedó en tercer lugar.
Su nuevo álbum, que lanzado el 19 de marzo de 2008, contiene 13 canciones, de las cuales seis son aquellas que han ido apareciendo en sus singles (desde "Boku wa Kuma" hasta "Heart Station / Stay Gold"), otras 5 inéditas, un bonus track y un interludio. Una de esas canciones inéditas, "Prisoner Of Love" es usada en la serie de televisión japonesa Last Friends como banda sonora.
En el lanzamiento de Heart Station el 19 de marzo, se alzó con un aplastante primer puesto del Oricon en su primer día, ya que superó con más de 80.000 copias de diferencia al segundo en la lista.
El 21 de mayo sacó nuevo sencillo, "Prisoner of Love", con la versión original y una nueva, y sus respectivos karaokes. Está disponible solamente en formato CD+DVD.
El 28 de septiembre de 2008 se anuncia la salida de un remix de su canción de 2001 (incluida en el álbum Distance) Eternally, retitulada como Eternally - Drama-Mix, que será utilizada como canción principal en el Drama "Inocent Love". La canción solo se venderá por iTunes y Chaku-Uta, siendo el día oficial de salida el 30 de octubre.

## 2009 - 2010/2014 (Hiatus, Sakura Nagashi y álbum tributo)
El 17 de diciembre se afirma el nombre del primer sencillo de su próximo álbum en inglés: Come Back to Me. Utada vuelve al mercado estadounidense y para ello lanza su segundo álbum en inglés This Is The One (el tercero en inglés). Se puso a la venta el 14 de marzo en Japón y el 24 de marzo en Estados Unidos digitalmente, mientras que físicamente salió en mayo. Con este álbum, Utada consiguió debutar en el puesto 19 de la lista i-Tunes y colocarse entre los puestos 3 y 19, siendo el primer artista japonés en entrar en el Top 100 y en el Top 20 de esa lista.
Aparte de que estuvo en el puesto nº 2 en el top álbumes.
Cuando salió físicamente, debutó en el puesto 69 en la lista de Billboard, siendo el primer artista japonés desde hace 20 años que no entraba en el Top 100 de esta lista. En Japón, se colocó en el puesto nº 3 de la lista Oricon, y en el nº 1 en las listas internacionales, consiguiendo más éxito que su anterior álbum en inglés Exodus. Actualmente lleva vendido alrededor del medio millón de copias de forma física.
Utada anunciaría a finales de 2010, y después de un largo tiempo sin noticias musicales (cabe destacar que a principios de dicho año estuvo de gira por Estados Unidos), comunicó que se tomaría un hiatus de duración indefinida. Antes de hacer este efectivo lanzaría su segundo recopilatorio con todos los sencillos desde Dare ka no negai ga kanau koro hasta Prisoner of love, que a su vez vendría con un segundo CD que contendría cinco temas inéditos, entre los que se encuentra Goodbye happiness, el tema promocional del lanzamiento o una cover del tema Hymne à l'amour de Édith Piaf que sería utilizado para un comercial de pepsi. Vendiendo alrededor de 300.000 copias, se convertiría en uno de los lanzamientos más exitosos de 2010 y 2011. Su última aparición pública se realizó en su concierto WILD LIFE, a finales de 2010.
Desde entonces solo un tema ha salido a la venta en plataformas digitales de la artista. Es el caso de Sakura Nagashi, tema de la tercera película de Evangelion y que contó con un videoclip dirigido por la respetada directora de cine Naomi Kawase.
El 22 de agosto de 2013 falleció la madre de Utada, Keiko Fuji a la edad de 62 años, su fallecimiento fue producto de un suicidio, lanzándose desde el balcón del departamento donde vivía. 
A finales de 2014 se confirmó el lanzamiento de un álbum de covers de la artista. Todos los cantantes que participaron eran artistas respetados por la propia Utada. El lanzamiento tuvo cierto revuelo en los programas musicales de Japón al ver nombres como los de Shiina Ringo, AI o Miliyah Kato en el proyecto, aunque el nombre fuerte del producto fue el de Ayumi Hamasaki, rival comercial de Utada a principios del 2000 y que versionaría Movin' on without you junto a un equipo de RedOne. La propia Hamasaki afirmaría que no dudó un segundo en participar con dicha canción ya que le traía recuerdos de sus primeros años en la industria y posteriormente incluiría dicha versión en sus propios trabajos posteriores y en conciertos.

## 2014-2018: Un nuevo ciclo en lo personal y en lo musical
El 10 de marzo de 2014 se lanza una nueva edición de su primer álbum First Love; esto fue para conmemorar los 15 años del lanzamiento de dicho disco, que en 1999 fue el álbum más vendido por un artista japonés. Se lanzó en dos ediciones: CD+DVD (el DVD incluye la gira Luv Live realizada en el Zepp de Tokio) y en CD+2CD que además del DVD del Luv Live incluye un CD de remixes y demos del álbum First Love, la versión CD+2CD fue una edición limitada de solo 15000 copias.
El 23 de mayo del mismo año, 9 meses después del suicidio de su madre, Utada contrae matrimonio por segunda vez con Francesco Calliano, un camarero italiano, la boda se realizó en Polignano A Mare, Puglia, en Italia.
Un año después, el 2 de julio de 2015, en su página web oficial, Utada confirma el nacimiento de su primer hijo, además de su próximo retorno a la música, dicha noticia alegró a los fanes de Hikaru, debido al nacimiento de su primer bebé y su retorno oficial luego de 5 años, ya que estaba trabajando en un nuevo álbum. Sin embargo no hay noticias del bebé de Hikaru; no se ha revelado el nombre de él y hasta ahora no hay fotos o más noticias de su hijo.
En 15 de abril de 2016 se lanza 2 nuevas canciones: Hanataba Wo Kimi Ni, que será el opening del drama Toto-Nee Chan, y la segunda canción, Manatsu no Tooriame, que és parte del programa de notícias News Zero.
Para conmemorar el regreso a la música de Utada, se creó una página web en que al ingresar aparece un árbol de cerezo, esto funciona mediante la utilización de hashtags alusivos a Utada, mientras mayor es la cantidad de hashtags usados en Twitter, Facebook o Instagram, el árbol crecerá y florecerá más, esto también forma parte de un proyecto destinado a plantar nuevas flores de cerezo en las zonas afectadas por el gran terremoto y tsunami de 2011 en Japón.
El 28 de septiembre de 2016 lanza su sexto álbum japonés y octavo en general titulado Fantome, el disco está en los primeros lugares de los ranking de descarga iTunes en varios países, e incluso a nivel mundial fue más exitoso que sus discos en inglés Exodus y This Is The One, siendo que solo se realizaron promociones del disco en Japón, el día de su lanzamiento vendió más de 130 000 copias en su formato físico. El álbum ha vendido más de 1 millón de cópias alrededor del mundo.
En marzo de 2017, la cantante cambió de discográfica para Epic Records, subsidiaria de Sony Music. En 10 de julio de 2017, se ha lanzado el primer sencillo de la cantante en la nueva discográfoca, "Oozora de Dakishimete", hecho para el comercial de água mineral Suntory. En 28 de julio, ha sido lanzado el segundo sencillo, "Forevermore", tema del dorama Gomen, Aishiteru. En 8 de diciembre, será lanzado el sencillo "Anata", tema de la película DESTINY Kamakura Monogatari.
En febrero de 2018, Square Enix publicó un tráiler de Kingdom Hearts III donde se aprecia la nueva composición de la cantante como tema principal del título. La canción se denominó "Chikai" (Juramento), y la versión en inglés “Don’t Think Twice”.
En abril de 2018, Hikaru se divorció de Francesco Calliano. En el mismo mes, empezó una nueva temporada del drama Hana nochi hare en la televisión japonesa, con la canción "Hatsukoi" de Utada, tema que saldrá en 30 de mayo de 2018. En 25 de abril, se ha lanzado el tema "Play a Love Song" para el comercial de agua mineral Suntory una vez más. El 27 de junio fue lanzado el séptimo álbum de Utada, Hatsukoi. En noviembre, Hikaru hará una nueva gira en Japón, para celebrar su 20º aniversario en la industria musical, llamada "Hikaru Utada Laughter in the Darker Tour 2018".
Fue confirmada una nueva canción de Utada con participación del productor de EDM Skrillex y el compositor de R&B Poo Bear, que se llama "Face My Fears", que fue el tema de apertura del juego Kingdom Hearts III. El sencillo fue lanzado en el día 18 de enero de 2019, en inglés y japonés, junto con las canciones Chikai (que fue originalmente incluida en el álbum Hatsukoi) y la versión inglesa, "Don't Think Twice", tema de outro del juego.

## 2021: Género e identidad
El 26 de junio de 2021, Utada pasó a identificarse como persona no binaria a través de una retransmisión de Instagram. Al mismo tiempo, ha apoyado el matrimonio igualitario y discutido su disconformidad con honorarios tales como Sr. o Sra. que considera identifican a alguien por su género y estado civil, apoyando alternativamente el uso de términos neutros como "Mx.". Los pronombres de Utada son ella y elle.

## Discografía

### Álbumes
- Japonés:
  - First Love 10 de marzo de 1999 — #1 7 648 000 copias vendidas en Japón (en todo el mundo: 10 860 000 copias vendidas) (Tiene el récord de mayor número de copias vendidas en Japón en la historia).

- - Distance 28 de marzo de 2001 — #1 5 447 000 copias vendidas.

- - Deep River 19 de junio de 2002 — #1 4 025 000 copias vendidas.

- - Ultra Blue 14 de junio de 2006 — #1 1 300 000 copias vendidas.

- - Heart Station 19 de marzo de 2008. — #1 más de 1 600 000 copias vendidas.
  - Fantôme 28 de septiembre 2016. — (#1 más de 1 000 000 copias vendidas.)
  - Hatsukoi 27 de junio de 2018
  - Bad Mode 19 de enero de 2022
- Inglés:
  - Precious (1997) #4 702 000 copias vendidas.

- - Exodus 8 de septiembre de 2004, Japón; 5 de octubre de 2004, EE. UU.; 24 de octubre de 2005, Reino Unido) — #1 JP más de 1 250 000 copias vendidas en el mundo.

- - This Is The One 4 de marzo en Japón y 24 de marzo en Estados Unidos de 2009.

- Compilaciones:

- - Utada Hikaru Single Collection v.1 31 de marzo de 2004 — #1 3 400 000 copias vendidas.
  - Utada the best 24 de noviembre de 2010.
  - Utada Hikaru Single Collection v. 2 24 de noviembre de 2010.

### EPs
- One Last Kiss 11 de marzo de 2021.

### Singles
Los sencillos lanzados en Japón en el orden oficial.
1. Automatic / time will tell, 9 de diciembre de 1998 — #2 2 291 000 copias vendidas.
2. Movin' on without you, 17 de febrero de 1999 — #1 880.000 copias vendidas.
3. First Love, 28 de abril de 1999 — #2 501 000 copias vendidas.
4. Addicted To You, 10 de noviembre de 1999 — #1 1 784 000 copias vendidas.
5. Wait & See ~Risk~ (Wait & See ～リスク～), (19 de abril de 2000 — #1 1 662 000 copias vendidas.
6. For You / Time Limit (For You / タイム・リミット), 30 de junio de 2000 — #1 909 000 copias vendidas.
7. Can You Keep A Secret?, 16 de febrero de 2001 — #1 1 485 000 copias vendidas.
8. FINAL DISTANCE, 25 de julio de 2001 — #2 582 000 copias vendidas.
9. traveling, 28 de noviembre de 2001 — #1 856 000 copias vendidas.
10. Hikari (光), 20 de marzo de 2002 — #1 598 000 copias vendidas.
11. SAKURA DROPS / Letters (SAKURAドロップス / Letters), 9 de mayo de 2002 — #1 687 000 copias vendidas.
12. COLORS, 29 de enero de 2003 — #1 894 000 copias vendidas.
13. Dareka no Negai ga Kanau Koro (誰かの願いが叶うころ), 28 de julio de 2004 — #1 365 000 copias vendidas.
14. Be My Last, 28 de septiembre de 2005 — #1 sobre 145 000 copias vendidas.
15. Passion, 14 de diciembre de 2005 — #4 112 345 copias vendidas.
16. Keep Tryin', 22 de febrero de 2006 - #2 sobre 125 007 copias vendidas (¡más de 2 millones de descargas digitales hechas!).
17. Boku wa Kuma, 22 de noviembre de 2006 - #4 147 041 copias vendidas.
18. Flavor of Life, 28 de febrero de 2007 - #1 más de 650 000 copias vendidas (récord mundial de descargas por iTunes con más de 8 millones hasta ahora).
19. Kiss & cry / Beautiful World, 29 de agosto de 2007 - #1 227 058 copias vendidas.
20. Heart Station/ Stay Gold, 20 de febrero de 2008-#3 más de 70 000 copias vendidas.
21. Prisoner of Love, 21 de mayo de 2008- #2 72 147 copias vendidas.
22. Face My Fears, 18 de enero de 2019

#### Otros Singles
- Versiones CD3" / 8 cm
  - Automatic / time will tell, 9 de diciembre de 1998 — #4 772 000 copias vendidas.
  - Movin' on without you, 17 de febrero de 1999 — #5 347 000 copias vendidas.
  - First Love, 28 de abril de 1999 — #6 303 000 copias vendidas.

- Singles Crossover
  - Close to You, 1997.
  - Easy Breezy, 3 de agosto de 2004 — Lanzamiento solo por Internet - #9 Billboard Hot Dance/Club Airplay U.S.A. y Japón.
  - Devil Inside, 14 de septiembre de 2004 — #1 Billboard Hot Dance/Club Airplay U.S.A.
  - Exodus '04, 21 de junio de 2005 — #24 Billboard Hot Dance/Club Airplay.
  - You Make Me Want To Be a Man, 17 de octubre de 2005 - #1 Billboard Hot Dance/Club Airplay.
  - Come back To Me 10 de febrero de 2009 #5 Billboard Hot Dance/Club Airplay #39 U.S. Billboard Rhythmic Top 40 #69 U.S. Billboard Pop 100.
  - Dirty Desire 21 de diciembre de 2009 #16 Billboard Hot Dance/Club Airplay.
  - Face My Fears (English version), 18 de enero de 2019

#### Singles Digitales (Solo disponibles poriTunes)
- - This Is Love, 31 de mayo de 2006.
  - Stay Gold.
  - Fight the Blues.
  - Prisoner of Love.
  - Eternally - Drama-mix.
  - Sakura Nagashi, 17 de noviembre de 2012.
  - Hanataba wo Kimi ni 15 de abril de 2016.
  - Manatsu no Tooriame 15 de abril de 2016.
  - Oozora de Dakishimete 10 de julio de 2017.
  - Forevermore 28 de julio de 2017.
  - Anata 8 de diciembre de 2017.
  - Play A Love Song 25 de abril de 2018.
  - Hatsukoi 30 de mayo de 2018.

### Videos/DVD/Blu Ray
- Utada Hikaru WILD LIFE (6 de abril de 2011).
- Utada United 2006 (20 de diciembre de 2006).
- Utada Hikaru Single clip Collection vol. 4 (27 de septiembre de 2006).
- Passion (14 de diciembre de 2005).
- Be My Last (28 de septiembre de 2005).
- Dareka no Negai ga Kanau Koro (28 de julio de 2004).
- Utada Hikaru in Budokan 2004; Hikaru no 5 (28 de julio de 2004).
- UH Live Streaming: 20Dai wa Ike Ike! (29 de marzo de 2003).
- Colors (12 de marzo de 2003).
- UH Single Clip Collection Vol. 3 (30 de septiembre de 2002).
- Traveling (30 de marzo de 2002).
- Utada Hikaru Unplugged (28 de noviembre de 2001).
- UH Single Clip Collection Vol. 2 (27 de septiembre de 2001).
- Wait & See ~Risk~ (30 de junio de 2001).
- Bohemian Summer 2000 (19 de diciembre de 2000).
- UH Single Clip Collection Vol. 1 (16 de diciembre de 2000).

### Otros — varios artistas
- Japonés
  - Beautiful Drivin' Classic — Wish (6 de noviembre de 2003).
  - Itoshi no Eri, con Something Else.
  - Anata ga Matteru, con The Back Horn (febrero de 2017).

- Inglés
  - By your side, con productor como Timbaland y con la colaboración de Kiley Dean: Official Athens 2004 Olympic Games (27 de julio de 2004).
  - Blow my whistle, con Foxy Brown: Def Jam's Rush Hour 2 Soundtrack (31 de julio de 2001).
  - Do you feat. Utada, con Utada y Ne-Yo (21 de noviembre de 2007).

### Conciertos y tours
- LUV LIVE (1 y 2 de abril de 1999).
- Sokenbicha Natural Breeze Concert @ Nippon Budokan (24 de agosto de 1999).
- Bohemian Summer (julio y agosto de 2000).
- Hikaru no 5 @ Nippon Budokan Series (febrero de 2004).
- New York Showcase Live @ Skylight Studios, NYC (23 de febrero de 2005).
- Utada United 2006 Concert Tour (1 de julio a 10 de septiembre de 2006).
- Utada IN THE FLESH 2010 Tour (15 de enero a 12 de febrero de 2010)
- Utada Hikaru WILD LIFE (8 y 9 de diciembre de 2010)

### Títulos, premios...
| Years | Awards |
| ----- | --- |
| 1999  | - Yusen Awards - Top Award "Special Prize" - Yusen Awards - Top Award "Best New Artist" - The 40th Japan Record Awards - Best Album Prize (First Love) - The 40th Japan Record Awards - Honorable Mention Songs (Automatic) - Record: First Love - Best-Selling Japanese Language Album of All Time (7.648 million units in Japan and 10.056 worldwide as of 2007), Highest First Week Sales for a Debut Album (2 million+), and Fastest Selling album in Japanese history (5.24 million units in one month) |
| 2000  | - The Japan Gold Disc Awards - The Triple Crown - The Japan Gold Disc Awards - Artist of The Year - The Japan Gold Disc Awards - Song of The Year (Automatic, Movin' on without you, Addicted To You) - The Japan Gold Disc Awards - Pop/Rock Album of The Year (First Love) - The Japan Gold Disc Awards - Music Video of The Year (Single Clip Collection Vol.1) - World Music Awards- Best-Selling Asian Artist - Jasrac - Gold Award (Automatic) - Jasrac - Silver Award (Time Will Tell) |
| 2001  | - The Japan Gold Disc Awards - Song of The Year (Wait & See ~Risk~ & For You / Time Limit) - MTV Japan Viewer's Choice Video (Can You Keep A Secret?) - Record: Distance - Highest First Week Sales Album of All Time (3 million+) |
| 2002  | - SpaceShowerTV Best Art Direction Video (traveling) - SpaceShowerTV Best Female Video (traveling) - SpaceShowerTV Best Video of The Year (traveling) - MTV Japan Best R&B Artist - The 16th annual Japan Gold Disc Awards - Song of The Year (Can You Keep A Secret? & traveling) - The 16th annual Japan Gold Disc Awards - Pop/Rock Album of The Year (Distance) - Jasrac Silver Award (Can You Keep A Secret?) |
| 2003  | - Rank #24 in HMV Japan's Top 100 Japanese Pop Artists of All Time - J-Wave Tokio Hot 100 Airplay Best Female Artist - SpaceShowerTV Best Female Video (Sakura Drops) - MTV Japan Best Female Video (Sakura Drops) - The Japan Gold Disc Awards - The Triple Crown - The Japan Gold Disc Awards - Artist of The Year - The Japan Gold Disc Awards - Song of The Year (Hikari, Sakura Drops, & Colors) - The Japan Gold Disc Awards - Rock & Pop Album of The Year (Deep River) - The Japan Gold Disc Awards - Music Video of The Year (traveling) - Jasrac Silver Award - (traveling) - Jasrac Silver Award - Foreign Production- (Hikari) |
| 2004  | - AMD Award for Best Music Composer (UH Live Streaming 20 Dai wa Ikeike!) - World Music Awards - Best-Selling Japanese Artist - Record: Highest First Week Sales in Japan for an English/International Album: Exodus (521,000+ units) - Record: Only Musical Artist (solo or Group) to be #1 on Oricon's Yearly Charts 5 (consecutive or -non) times (4x on Yealy Album Charts and 1x on Yearly Singles Chart) |
| 2005  | - The Japan Gold Disc Awards - Song of The Year (Dareka no negai ga Kanau Koro) - The Japan Gold Disc Awards - Rock & Pop Album of The Year (Utada Hikaru Single Collection Vol. 1) - The Japan Gold Disc Awards - International Rock & Pop Album of the Year (Exodus) - The Japan Gold Disc Awards - Music Video of The Year (Utada Hikaru in Budokan 2004 'Hikaru no 5') |
| 2006  | - Rank #10 in HMV Japan's "30 Greatest Japanese Singers of All Time" List - Rank #3 for Total Female & Solo Artist Album Sales - The 20th Japan Gold Disc Awards - Song of the Year (Be My Last) - Rank #1 - Most Consecutive Albums by a solo or group artist to have 500,000+ first week sales since debut (5) |
| 2007  | - The 21st Japan Gold Disc Awards - Rock & Pop Album of The Year Award (Ultra Blue) - The 21st Japan Gold Disc Awards - 10 Best Albums (Ultra Blue) - The 21st Japan Gold Disc Awards - Million Sales Album Artist Card - Ultra Blue - HEY!HEY!HEY! Music Champ SP (Top 10 Million-Selling Albums of All-Time in Japan) - First Love-#1 (7,650,215) - Distance-#4 (4,469,135) - Deep River-#8 (3,604,588) - Listen Japan Website Report: #1 Digital Artist of Japan 2007 for 10 million download sales of two song versions of "Flavor of Life" and three "Beautiful World/Kiss & Cry" single songs. - The #2 Digital Single of the World - "Flavor Of Life". - The #1 Best Selling Artist in Terms of Digital Sales in 2007, with total sales of over 12 million. |
| 2008  | - The 22nd Japan Gold Disc Awards - Single of the Year ("Flavor Of Life") - The 22nd Japan Gold Disc Awards - PC Download Song of the Year ("Flavor Of Life") - The 22nd Japan Gold Disc Awards - Best 10 Singles ("Flavor of Life") - The 22nd Japan Gold Disc Awards - Best 5 Chaku-Uta Songs ("Flavor of Life"-Ballad Version) - The 22nd Japan Gold Disc Awards - Best 5 Chaku-Uta Full Songs ("Flavor of Life"-Ballad and Original Versions-) - The 22nd Japan Gold Disc Awards - Best 5 PC Download Songs ("Beautiful World" & "Flavor of Life") - Best Monthly Airplay Record at Japanese Radio (Heart Station) - Radio Television Hong Kong 19th International Pop Poll Awards - Top Japanese Gold Song ("Beautiful World") - Radio Television Hong Kong 19th International Pop Poll Awards - Top Japanese Artist - MTV Japan Best Video from a Film (Beautiful World, from Neon Genesis Evangelion) - 57th Television Drama Academy Awards Best Theme Song: “Prisoner Of Love” |
| 2016  | - 58º Japan Record Award - Excellence Album Award: “Fantome” |